# Municipio de San Mateo Yoloxochitlán
El municipio de San Mateo Yoloxochitlán es uno de los 570 municipios en que se encuentra dividido el estado mexicano de Oaxaca. Se encuentra en el norte del estado y su cabecera es el pueblo del mismo nombre.

## Geografía
El municipio tiene una extensión territorial de 7141 kilómetros cuadrados que equivalen apenas al 0.01 % de la extensión total del estado; sus coordenadas geográficas extremas son 18°7′ - 18°10′ de latitud norte y 96°51′ - 96°54′ de longitud oeste. Su altitud va de 1100 a 1900 metros sobre el nivel del mar.
Colinda al norte con el municipio de Santa Cruz Acatepec, al noreste con el municipio de Eloxochitlán de Flores Magón, al este con el municipio de Huautla de Jiménez y al sur y al oeste con el municipio de San Lucas Zoquiápam.

### Fisiografía
San Mateo Yoloxochitlán pertenece a la subprovincia de las sierras orientales, parte de la provincia de la Sierra Madre del Sur. Todo su territorio está abarcado por el sistema de topoformas de la sierra de cumbres tendidas. El relieve predominante es de montaña.

### Hidrografía
El municipio se encuentra en la subcuenca del río Petlapa, dentro de la cuenca del río Papaloapan, parte de la región hidrológica del Papaloapan. El curso de agua más importante de la demarcación es el río San Mateo.

### Clima
El clima del municipio es semicálido húmedo con lluvias todo el año, con excepción de una pequeña parte de su territorio que es templado húmedo con abundantes lluvias en verano en menos del 1%. El rango de temperatura media anual es de 18 a 20 grados celcius, el mínimo promedio es de 8 a 10 grados y el máximo promedio de 26 a 28 grados. El rango de precipitación media anual es de 1800 a 2000 mm y los meses de lluvias son de noviembre a mayo.

## Demografía
De acuerdo a los resultados del Censo de Población y Vivienda realizado por el Instituto Nacional de Estadística y Geografía en 2010, el municipio de San Mateo Yoloxochitlán es de 3 475 habitantes, de los que 1 654 son hombres y 1 821 son mujeres.

### Grado de marginación
De acuerdo a los estudios realizados por la Secretaría de Desarrollo Social en 2010, el 45% de la población del municipio vive en condiciones de pobreza extrema. El grado de marginación de San Mateo Yoloxochitlán es Muy alto. En 2014 el municipio fue incluido en la Cruzada nacional contra el hambre.

### Localidades
El municipio se encuentra formado por tres localidades, las principales y su población de acuerdo al censo de 2010 son:
| Localidad               | Población |
| Total Municipio         | 3 475     |
| San Mateo Yoloxochitlán | 2 650     |
| La Reforma San Mateo    | 685       |
| Boca del Río San Mateo  | 140       |

## Política
El gobierno del municipio de San Mateo Yoloxochitlán se rige por principio de usos y costumbres que se encuentra vigente en un total de 424 municipios del estado de Oaxaca y en las cuales la elección de autoridades se realiza mediante las tradiciones locales y sin la intervención de los partidos políticos. 
El ayuntamiento de San Mateo Yoloxochitlán está integrado por el presidente municipal, un síndico y el cabildo integrado por seis regidores.

### Representación legislativa
Para la elección de diputados locales al Congreso de Oaxaca y de diputados federales a la Cámara de Diputados federal, el municipio de San Mateo Yoloxochitlán se encuentra integrado en los siguientes distritos electorales:
Local:
- Distrito electoral local de 4 de Oaxaca con cabecera en Teotitlán de Flores Magón.[6]

Federal:
- Distrito electoral federal 2 de Oaxaca con cabecera en Teotitlán de Flores Magón.[7]